# Belfort van Lucheux
Het Belfort van Lucheux is een toren op de stadsmuur van het Picardische plaatsje Lucheux die dienstdeed als belfort.
Het is een van de 56 belforten in België en Frankrijk die tot werelderfgoed van de UNESCO verklaard zijn.